# Campeonato Mundial de Pentatlón Moderno de 2011
El LI Campeonato Mundial de Pentatlón Moderno se celebró en Moscú (Rusia) entre el 8 y el 14 de septiembre de 2011 bajo la organización de la Unión Internacional de Pentatlón Moderno (UIPM) y la Federación Rusa de Pentatlón Moderno.
Las competiciones se realizaron en las instalaciones del Estadio Olimpiski de la capital rusa.

## Concurso masculino

### Individual
| Puesto | Atleta          | País    | ESG  | NAT  | HÍP  | COM  | Total |
| ------ | --------------- | ------- | ---- | ---- | ---- | ---- | ----- |
| Oro    | Andréi Moiseyev | Rusia   | 1024 | 1340 | 1180 | 2420 | 5964  |
| Plata  | Alexandr Lesun  | Rusia   | 976  | 1296 | 1140 | 2532 | 5944  |
| Bronce | Ádám Marosi     | Hungría | 832  | 1332 | 1200 | 2560 | 5924  |

### Equipos
| Puesto | País    | ESG  | NAT  | HÍP  | COM  | Total  |
| ------ | ------- | ---- | ---- | ---- | ---- | ------ |
| Oro    | Rusia   | 2664 | 3904 | 3380 | 7640 | 17.588 |
| Plata  | Hungría | 2568 | 3992 | 3520 | 7480 | 17.560 |
| Bronce | Italia  | 2232 | 3772 | 3360 | 7592 | 16.956 |

### Relevos
| Puesto | Atletas                                                  | País          | ESG | NAT  | HÍP  | COM  | Total |
| ------ | -------------------------------------------------------- | ------------- | --- | ---- | ---- | ---- | ----- |
| Oro    | Róbert Kasza Ádám Marosi Péter Tibolya                   | Hungría       | 904 | 1296 | 1140 | 3196 | 6536  |
| Plata  | Lee Choon-Huan Hong Jin-Woo Hwang Woo-Jin                | Corea del Sur | 868 | 1308 | 1120 | 3196 | 6492  |
| Bronce | Dmytro Kirpulianski Pavlo Tymoshchenko Olexandr Mordasov | Ucrania       | 880 | 1284 | 1120 | 3172 | 6456  |

## Concurso femenino

### Individual
| Puesto | Atleta              | País     | ESG | NAT  | HÍP  | COM  | Total |
| ------ | ------------------- | -------- | --- | ---- | ---- | ---- | ----- |
| Oro    | Viktoria Tereshchuk | Ucrania  | 784 | 1200 | 1160 | 2400 | 5544  |
| Plata  | Sarolta Kovács      | Hungría  | 904 | 1248 | 1200 | 2160 | 5512  |
| Bronce | Laura Asadauskaitė  | Lituania | 880 | 1120 | 1140 | 2364 | 5504  |

### Equipos
| Puesto | País     | ESG  | NAT  | HÍP  | COM  | Total  |
| ------ | -------- | ---- | ---- | ---- | ---- | ------ |
| Oro    | Alemania | 2400 | 3420 | 3480 | 6744 | 16.044 |
| Plata  | Hungría  | 2448 | 3620 | 3480 | 6380 | 15.928 |
| Bronce | Rusia    | 2592 | 3264 | 3232 | 6700 | 15.788 |

### Relevos
| Puesto | Atletas                                            | País     | ESG | NAT  | HÍP  | COM  | Total |
| ------ | -------------------------------------------------- | -------- | --- | ---- | ---- | ---- | ----- |
| Oro    | Adrienn Tóth Sarolta Kovács Leila Gyenisei         | Hungría  | 846 | 1148 | 1100 | 2632 | 5726  |
| Plata  | Lena Schöneborn Eva Trautmann Annika Schleu        | Alemania | 832 | 1020 | 1080 | 2688 | 5620  |
| Bronce | Viktoria Tereshchuk Ganna Buriak Natalia Levchenko | Ucrania  | 748 | 1108 | 1100 | 2620 | 5576  |

## Mixto por relevos
| Puesto | Atletas                                 | País     | ESG | NAT  | HÍP  | COM  | Total |
| ------ | --------------------------------------- | -------- | --- | ---- | ---- | ---- | ----- |
| Oro    | Viktoria Tereshchuk Dmytro Kirpulianski | Ucrania  | 940 | 1436 | 1140 | 2696 | 6212  |
| Plata  | Evdokia Grechishnikova Sergéi Kariakin  | Rusia    | 952 | 1352 | 1180 | 3664 | 6148  |
| Bronce | Laura Asadauskaitė Justinas Kinderis    | Lituania | 952 | 1344 | 1040 | 2760 | 6096  |

## Medallero
| Núm. | País          | Oro | Plata | Bronce | Total |
| ---- | ------------- | --- | ----- | ------ | ----- |
| 1    | Hungría       | 2   | 3     | 1      | 6     |
| 2    | Rusia         | 2   | 2     | 1      | 5     |
| 3    | Ucrania       | 2   | 0     | 2      | 4     |
| 4    | Alemania      | 1   | 1     | 0      | 2     |
| 5    | Corea del Sur | 0   | 1     | 0      | 1     |
| 6    | Lituania      | 0   | 0     | 2      | 2     |
| 7    | Italia        | 0   | 0     | 1      | 1     |
|      | TOTAL         | 7   | 7     | 7      | 21    |